# 新生 (新加坡电视剧)
《新生》（英語：Babies On Board），新加坡新傳媒私人有限公司時裝電視劇，由刘子绚、郑斌辉、雅慧、曹国辉、美心、洪慧芳、黄怡灵及卢传瑾領銜主演。

## 外部參考
- . 联合早报. 2018-05-28  [2024-02-28]. （原始内容存档于2024-03-02）.

1. ↑  洪铭铧. . 联合早报. 2018-05-07  [2024-02-28]. （原始内容存档于2024-03-02）.